# Jean Brahn
Jean Brahn (eigentlich Jahn Brahn; * 1. Februar 1899 in Berlin; † 31. Dezember 1960 ebenda) war ein deutscher Schauspieler, der vielfach als Nebendarsteller in Filmen der ostdeutschen Produktionsgesellschaft DEFA besetzt wurde.

## Leben und Werk
Jean Brahn wurde 1899 als Sohn eines Schauspielers in den Arbeitervierteln Berlins geboren. Nach dem Ende des Zweiten Weltkrieges spielte Brahn ab 1947 bis zu seinem Tode im Jahre 1960 in unzähligen Film- und Fernsehproduktionen der DEFA und des Fernsehens der DDR mit. Er avancierte zu einem der gefragtesten Nebendarsteller der Zeit, der neben einigen Stacheltieren-Kurzfilmen in mehr als 40 abendfüllenden Spielfilmen besetzt wurde. Daneben war Brahn seit 1953 Mitglied des Schauspielensembles des Deutschen Theaters in Berlin.

## Filmografie (Auswahl)
- 1947: Razzia
- 1948: Die seltsamen Abenteuer des Herrn Fridolin B.
- 1948: Affaire Blum
- 1949: Das Mädchen Christine
- 1949: … und wenn’s nur einer wär’ …
- 1949: Die Buntkarierten
- 1952: Sein großer Sieg
- 1952: Das verurteilte Dorf
- 1952: Schatten über den Inseln
- 1953: Die Geschichte vom kleinen Muck
- 1953: Jacke wie Hose
- 1954: Ernst Thälmann – Sohn seiner Klasse
- 1954: Alarm im Zirkus
- 1954: Stärker als die Nacht
- 1955: Das Fräulein von Scuderi
- 1955: Hotelboy Ed Martin
- 1955: Das Stacheltier: Es geht um die Wurst (Kurzfilm)
- 1955: Ernst Thälmann – Führer seiner Klasse
- 1955: Das Stacheltier: Hoch die Tassen (Kurzfilm)
- 1956: Drei Mädchen im Endspiel
- 1956: Junges Gemüse
- 1956: Eine Berliner Romanze
- 1957: Vergeßt mir meine Traudel nicht
- 1957: Schlösser und Katen
- 1958: Das Lied der Matrosen
- 1958: Der Prozeß wird vertagt
- 1959: Das Feuerzeug
- 1959: Ware für Katalonien
- 1959: Reportage 57
- 1959: Musterknaben
- 1960: Hatifa

## Theater
- 1953: Harald Hauser: Prozeß Wedding (Jarowski) – Regie: Wolfgang Langhoff (Deutsches Theater Berlin)
- 1957: Mary Chase: Mein Freund Harvey (Taxifahrer) – Regie: Wolfgang Thal (Deutsches Theater Berlin – Kammerspiele)
- 1958: Joachim Knauth: Wer die Wahl hat (Zollbeamter) – Regie: Ernst Kahler (Deutsches Theater Berlin – Kammerspiele)

## Hörspiele
- 1955: Lieselotte Gilles/Gerhard Düngel: Der Doktor der Armen – Regie: Willi Porath (Hörspiel – Rundfunk der DDR)